# Jerneja vas
Jerneja vas este o localitate din comuna Črnomelj, Slovenia, cu o populație de 57 de locuitori.